# Ten Out of 10
Ten Out of 10 ist das achte Studioalbum von 10cc und wurde am 27. November 1981 veröffentlicht.
Das Besondere an diesem Album sind die unterschiedlichen Titel auf der britischen und der US-Version. Obwohl auf beiden Versionen nur zehn Titel enthalten sind und sie das gleiche Cover haben, sind es doch insgesamt 15 Titel. In Kanada kam das Album auf Platz 31. Aus dem Album wurden sechs Singles ausgekoppelt: Les Nouveaux Riches, Don’t Turn Me Away (Australien Platz 94, Kanada Platz 38, Niederlande Platz 47), The Power of Love, Run Away, Memories und We’ve Heard It All Before.

## Titelliste
1. Don’t Ask (Graham Gouldman) – 4:02
2. Overdraft in Overdrive (Gouldman, Eric Stewart) – 3:26
3. Don’t Turn Me Away (Stewart) – 5:07
4. Memories (Gouldman, Stewart) – 4:34
5. Notell Hotel (Gouldman, Stewart) – 4:58
6. Les Nouveaux Riches (Stewart) – 5:14
7. Action Man in a Motown Suit (Gouldman, Stewart) – 4:46
8. Listen With Your Eyes (Gouldman, Stewart) – 3:15
9. Lying Here With You (Gouldman) – 3:24
10. Survivor (Gouldman, Stewart) – 5:48
11. The Power of Love (Andrew Gold, Gouldman, Stewart) – 4:15
12. Memories (Stewart, Gouldman) [US Mix] – 4:28
13. We’ve Heard It All Before (Gold, Gouldman, Stewart) – 3:37
14. Tomorrow’s World Today (Gouldman) – 3:16
15. Run Away (Gold, Gouldman, Stewart) – 4:04
16. Les Nouveaux Riches [Single Version] – 4:38
17. You’re Coming Home Again – 4:30

Die Tracks 11–17 sind auf der deutschen 2014er Remastered -Version zu finden, die Tracks 4 und 7 – 10 nur auf der UK Version.

## Besetzung
- Eric Stewart: Gesang, Synthesizer, Gitarre, Bass, Slide-Gitarre, Klavier, Perkussion
- Graham Gouldman: Gesang, Bass, Gitarre, Percussion, Kontrabass, Sitar
- Paul Burgess: Schlagzeug, Perkussion
- Rick Fenn: Gitarre, Bass, Backgroundgesang (Don’t Ask, Action Man in Motown Suit)
- Marc Jordan: Orgel, Piano, Gesang, Piano
- Vic Emerson: Synthesizer, Klavier, Piano, Bass
- Lenni Crookes: Sax auf Don’t Turn Me Away
- Simon Phillips: Schlagzeug auf Survivor und Tomorrow’s World Today
- Keith Bessey: Maracas auf Survivor
- Andrew Gold: Gesang, Bass, Gitarre, Klavier, Piano, Synthesizer, Vocoder, Percussion